# Atherigona bidentata
Atherigona bidentata är en tvåvingeart som beskrevs av Malloch 1928. Atherigona bidentata ingår i släktet Atherigona och familjen husflugor. Inga underarter finns listade i Catalogue of Life.